# Nautilus (U-Boot, 1917)
Die Nautilus war ein amerikanisches U-Boot, das 1931 durch eine Polarexpedition bekannt wurde. Sie lief am 29. September 1917 als Militär-U-Boot USS O-12 (SS-73) der O-Klasse der United States Navy vom Stapel.

## USSO-12(SS-73)

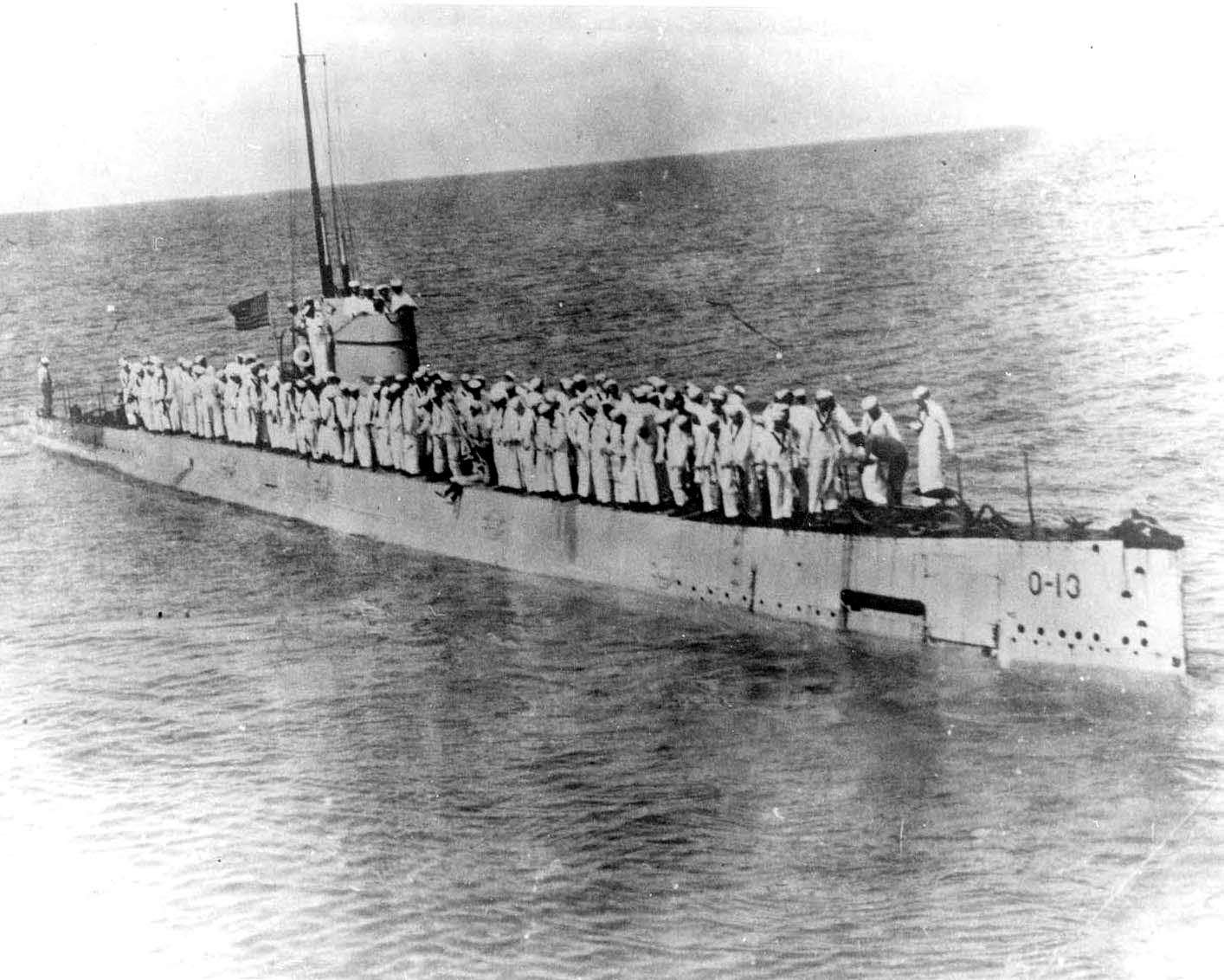
Das Schwesterboot USS O-13 (SS-74)

Die O-12 wurde als zweites Boot einer Serie von sechs Booten von Lake Torpedo Boat in Bridgeport (Connecticut) gebaut. Es wurde am 3. März 1916 in Auftrag gegeben und drei Tage später auf Kiel gelegt. Am 29. September 1917 lief O-12 vom Stapel. Taufpatin war die Ehefrau des späteren US-Justizministers Homer S. Cummings. Am 19. Oktober 1918 wurde das Boot in Dienst gestellt und in die Submarine Division 1 auf der U-Boot-Basis Coco Solo (Panamakanalzone) eingegliedert. Am 17. Juni 1924 außer Dienst gestellt, erfolgte die Eingliederung in die Reserve auf dem Philadelphia Naval Shipyard. Nach der Streichung aus dem Schiffsregister am 29. Mai 1930 wurde das Boot zum Forschungs-U-Boot Nautilus umgebaut.

## Nautilus
Die US Navy vermietete das Boot für eine Jahresmiete von einem Dollar an Lake and Danenhower, die es dem Briten Hubert Wilkins für eine Polarexpedition zur Verfügung stellen durften. Lake and Danenhower, das Nachfolgeunternehmen der Bauwerft, rüstete das U-Boot für eine Unterquerung des Nordpols um.
Nach der Entfernung aller militärischen Ausrüstungen erhielt das Boot eine neue Rumpfkontur. Über die gesamte Länge wurde ein Aufbau montiert, der jedoch aus Gewichtsgründen mit Holz beplankt werden musste. Eine Stahlschiene an der Oberkante sollte das Entlanggleiten des Boots an einer Eisdecke ermöglichen. Der gesamte Bug wurde verstärkt, um Eis brechen zu können. Eine Tauchschleuse im ehemaligen Torpedoraum konnte für Tauchgänge und Entnahme von Wasserproben genutzt werden. An der Außenhaut wurde eine Eisentreppe für den schweren Helmtaucher angebracht und in den Rumpf wurden zusätzliche Bullaugen geschnitten. Ein Eisbohrer auf der Oberseite sollte im Notfall den Ausstieg unter Packeis ermöglichen und auch der Frischluftversorgung dienen.
Aus Kostengründen konnten die Maschinen, Steuerungsanlagen und elektrischen Anlagen nicht erneuert werden.
Die ehemalige O-12 wurde am 24. März 1931 von der Ehefrau Wilkins’, der Schauspielerin Suzanne Bennett (1893–1974), mit einem Eimer mit Eisbrocken getauft. Die Prohibition ließ damals keine Schiffstaufe mit dem üblichen Champagner zu. In Anlehnung an Jules Vernes Roman 20.000 Meilen unter dem Meer erhielt das Boot den Namen Nautilus, auch ein Enkel Vernes war bei der Zeremonie zugegen.

## Trans-Arctic Submarine Expedition 1931
Bedingt durch zahlreiche Verzögerungen, Ausfälle der alten Antriebsanlage und Unwetter kam die Nautilus viel zu spät für eine Polunterquerung in der Arktis an. Am 28. August 1931 erreichte man den 82. Grad nördlicher Breite, damals der nördlichste Punkt, den ein Schiff frei navigierend erreichte. Zudem war auch das Tiefensteuer defekt. Nach Tauchversuchen unter den Packeisrand mit Hilfe der Ballasttanks kehrte das Boot nach Bergen zurück.
Nach erneuten Unwetterschäden wurde das Boot aufgegeben und formal an die US Navy zurückgegeben. Nach den Bedingungen des Leihvertrags wurde die Nautilus am 20. November 1931 über einer Tiefe von 1200 Fuß (370 m) im Bufjorden bei Lillesand versenkt.

## Film
- Mit dem U-Boot in die Arktis? Sir Huberts Reise zum Nordpol. Dokumentarfilm, Deutschland, 2011, 52 Min., Regie: Hans Fricke, Sebastian Fricke, Produktion: FrickeFilmproduktion, NDR, arte, Erstsendung: 8. Oktober 2011, Filminformationen von ARD.